# Championnat d'Asie et d'Océanie de volley-ball masculin 1995
Navigation
Édition précédente Édition suivante
Le Championnat d'Asie et d'Océanie de volley-ball masculin 1995 est la huitième édition de l'événement. Il a rassemblé quatorze équipes en phase finale à Séoul (Corée du Sud). Il a été remporté par le Japon, suivi par la Chine (2e), et la Corée du Sud (3e).

## Classement final
| Place              | Équipe           |
| ------------------ | ---------------- |
| Médaille d'or      | Japon            |
| Médaille d'argent  | Chine            |
| Médaille de bronze | Corée du Sud     |
| 4                  | Iran             |
| 5                  | Australie        |
| 6                  | Taïwan           |
| 7                  | Thaïlande        |
| 8                  | Pakistan         |
| 9                  | Sri Lanka        |
| 10                 | Qatar            |
| 11                 | Philippines      |
| 12                 | Nouvelle-Zélande |
| 13                 | Koweït           |
| 14                 | Kazakhstan       |